# Lucie Cadiès
Lucie Cadiès épouse Million puis Verdy, née le 21 septembre 1898 à Spa en Belgique, est une athlète française, spécialiste de la course de demi-fond.

## Biographie
Lucie Adrienne Virginie Rouillat est la fille de Marie Perrine Rouillat (1861-1929), expéditionnaire aux contributions directes. Sa mère épouse Charles Cadiès, puis Charles Adrien Cadiès vient au monde en 1900, à Liège.
Championne de France du 1 000 m en 1918, elle bat le record du monde de la distance alors que les records du monde ne sont pas encore reconnus comme tels par l'Association internationale des fédérations d'athlétisme, qui ne commence à ratifier les records féminins du 1 000 mètres qu'en 1922 avec le temps de Georgette Lenoir. En 1920, elle est vice-championne derrière Lucie Bréard.
Membre de Fémina Sport, elle a notamment participé aux Olympiades féminines de 1921 à Monaco sur 800 mètres.
Championne de France de cross-country en 1919, elle termine également deuxième en 1920 et troisième en 1918 et 1921.
En 1922, elle s'est mariée avec Édouard Marie Joseph Million (1894-1951), frère d'Alice Milliat. Ils divorceront en 1934.

## Notes et références

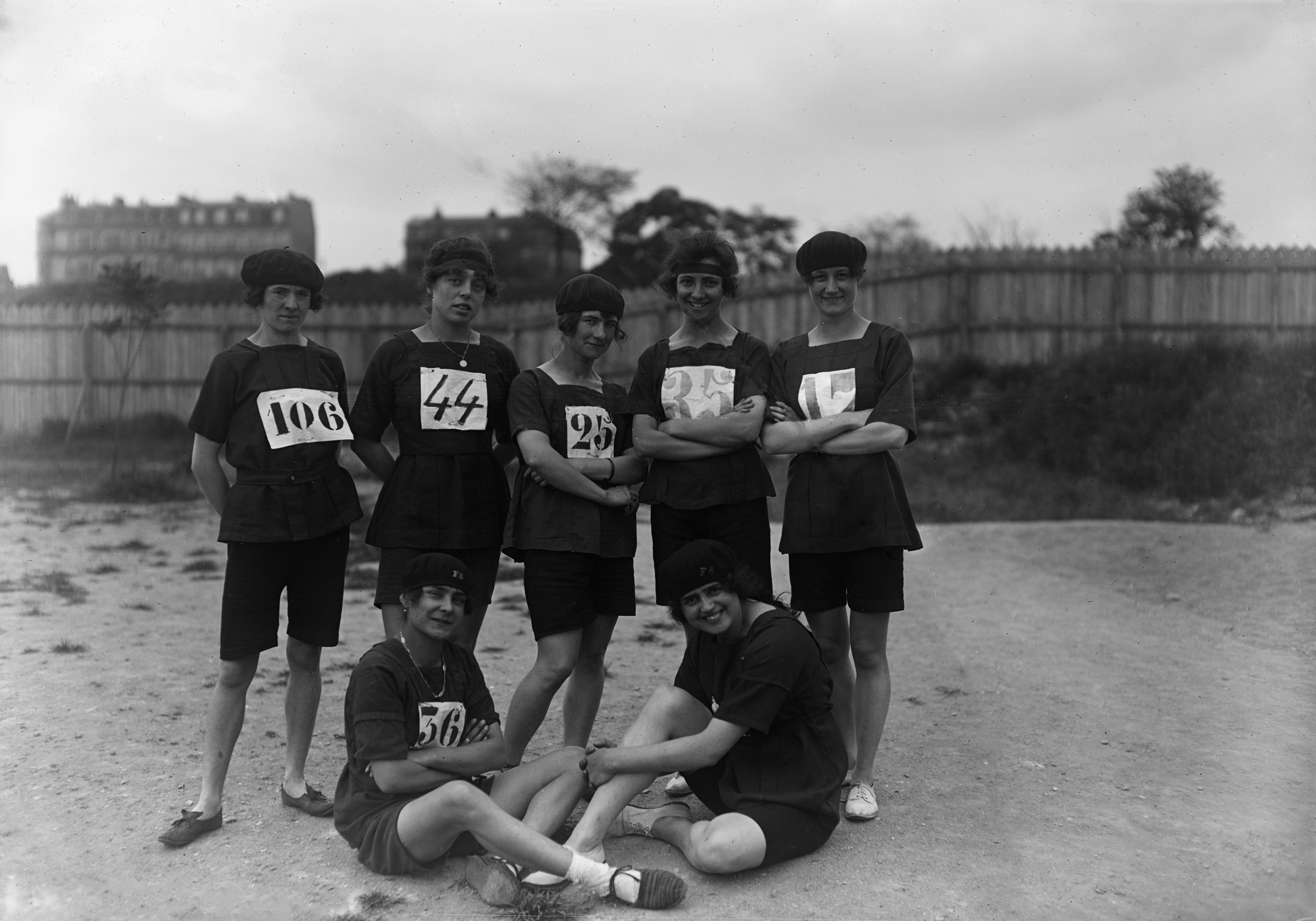
Une partie du club Fémina Sport en 1920 : Forget, Suzanne Liébrard, Germaine Delapierre, Lucie Cadiès, Thérèse Brulé, Lucie Bréard et Jeanne Janiaud.

### Records
| Épreuve      | Performance       | Lieu | Date |
| ------------ | ----------------- | ---- | ---- |
| 800 mètres   | 2 min 53 s 4      |      | 1921 |
| 1 000 mètres | 3 min 30 s 6 (NR) |      | 1921 |
| 1 500 mètres | 5 min 54 s 6 (NR) |      | 1918 |